# Emo
Pour les articles homonymes, voir Emo (homonymie).
Sous-genres
Emo pop, screamo
Genres dérivés
Emoviolence
L'emo (également appelé emocore) est un style musical caractérisé par des paroles expressives, éminemment politiques et axées sur la catharsis, l'expression de soi. Le genre émerge durant les années 1980 au sein de la scène punk hardcore de Washington, ville dans laquelle il est connu sous les termes d'« emotional hardcore » ou d'« emocore », et est développé par des groupes tels que Rites of Spring et Embrace. Il trouve ses racines au cœur de la scène post-hardcore, du mouvement straight-edge et du Revolution Summer. Dans les années 90, l'emo évolue et se mêlera à d'autres courants musicaux issus du punk, comme le pop punk, ainsi qu'au rock indépendant, via des formations telles que Jawbreaker et Sunny Day Real Estate. Il prendra également une tournure plus radicale et agressive via le screamo, façonné par des groupes comme Still Life, Indian Summer, Moss Icon, Orchid ou Saetia. Au milieu des années 1990, un bon nombre de groupes emo émergent du Midwest et du centre des États-Unis, et de nombreux labels discographiques commencent à se spécialiser dans le style.
L'emo se popularise auprès du grand public au début des années 2000 grâce à des groupes comme Jimmy Eat World et Dashboard Confessional, autant que le screamo via The Used, Thursday ou Alexisonfire. Après avoir atteint un certain succès commercial, certains groupes emo signent avec des labels majors et le style devient un produit de marketing. À la fin des années 2000, la popularité de l'emo tel qu'il est défini dans les médias mainstream s'effondre. Certains groupes changent d'orientation musicale et d'autres se séparent. Le « revirement de l'emo »,,, commence dans les années 2010, lorsque des groupes reprennent le son et l'esthétique musicale de l'emo des années 1990 et du début des années 2000. Quelques genres dérivés comme l'emo pop et l'emoviolence (un style à la croisée du screamo et de la powerviolence) se développent en parallèle.

## Histoire

### Origines

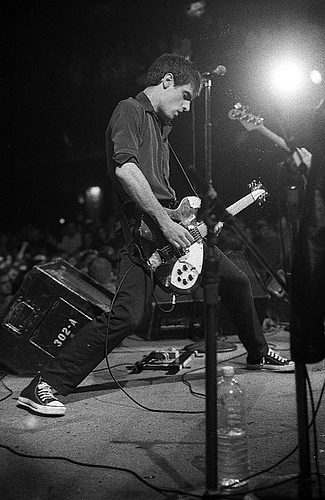
Guy Picciotto, Rites of Spring.

L'emo est né au travers de la genèse et de l'évolution du post-hardcore et se développe à partir du punk hardcore du début des années 1980 à Washington D.C., à la fois en réponse à la violence qui se veut grandissante dans la scène, et motivées par des raisons politiques personnelles revendiquées par Ian MacKaye du groupe Minor Threat,. Fan de Minor Threat, Guy Picciotto forme le groupe Rites of Spring en 1984, se libérant des limites imposées par le hardcore pour se concentrer sur des morceaux de guitare mélodiques, un rythme varié, et des paroles profondément personnelles et passionnées. Certains thèmes du groupe seront repris par d'autres groupes emo, comme la nostalgie, l'amertume, et le désespoir. L'émotion de leurs performances se veut tellement intense que certaines personnes du public en pleuraient. MacKaye devient un grand fan des Rites of Spring, puis forme un nouveau groupe appelé Embrace, qui explore des thèmes similaires de recherche de soi et de l'émotion, tout en soulevant également un rapport aux addictions, aux interactions sociales, et aux relations en général, qui font directement écho aux textes de Minor Threat qui donneront naissance au mouvement straight-edge. Des groupes similaires se développent sous l'influence de Rites Of Spring, et tous se retrouveront au travers du mouvement Revolution Summer de 1985, mené par les principaux acteurs de la scène punk hardcore Washington D.C. afin de se libérer des contraintes musicales imposées par le hardcore, et de former un nouvel élan de créativité. Des groupes comme Gray Matter, Beefeater, Fire Party, Dag Nasty, Soulside, et Kingface sont également liés à ce mouvement,.
Les origines exactes du terme « emo » restent incertaines, mais sont clairement retracées en 1985. Selon Andy Greenwald, auteur de Nothing Feels Good: Punk Rock, Teenagers, and Emo, « les origines du terme 'emo' sont inconnues... mais il devient d'usage en 1985. Si Minor Threat est un groupe de hardcore, alors Rites of Spring est un groupe d'emotional hardcore ou d'emocore. » Michael Azerrad, auteur de Our Band Could Be Your Life, retrace également l'origine du terme à cette date : « Le style sera appelé 'emo-core,' un terme que pratiquement tout le monde détestait même s'il a été utilisé pendant quinze ans et qu'il servait à décrire un nombre incalculable de groupes du style. » MacKaye retrace également son usage en 1985, l'attribuant à un article du magazine Thrasher qui catégorisait Embrace et d'autres groupes de Washington d'« emo-core », un genre qu'il considère selon ses termes comme « le plus merdique que j'ai jamais entendu de toute ma vie. » D'autres créditent l'utilisation du terme lors d'un concert d'Embrace, durant lequel le public aurait scandé « emocore » en guise d'insulte,. D'autres soutiennent l'usage du terme par MacKaye dans un magazine, ou en provenance du groupe Rites of Spring.
L'Oxford English Dictionary, cependant, retrace le premier usage du terme « emo-core » en 1992, et « emo » en 1993, « emo » ayant été utilisé pour la première fois par le New Musical Express en 1995. Le terme d'« emocore » se répand rapidement dans la scène punk de Washington D.C. et décrit les groupes associés au label d'Ian MacKaye, Dischord Records. Bien que ces groupes rejettent ce terme, celui-ci est, malgré eux, utilisé pour les décrire. La scène emo de Washington D.C. ne dure que quelques années. En 1986, les groupes les plus importants du mouvement — dont Rites of Spring, Embrace, Gray Matter, et Beefeater — se séparent. Malgré cela, les idées et l'esthétique musicale de la scène se propagent dans le pays par le biais de magazine, de vinyles ou grâce au bouche-à-oreilles. Selon Greenwald, la scène de Washington D.C. a aidé au développement de l'emo. MacKaye et Picciotto, aux côtés du batteur des Rites of Spring Brendan Canty, forment le groupe Fugazi, particulièrement influent au sein de la scène post-hardcore et dans une plus large sphère du rock alternatif et du punk rock, et parfois classé dans le genre "emo" en raison des origines musicales de ses membres et du groupe en lui-même.

### Réinvention

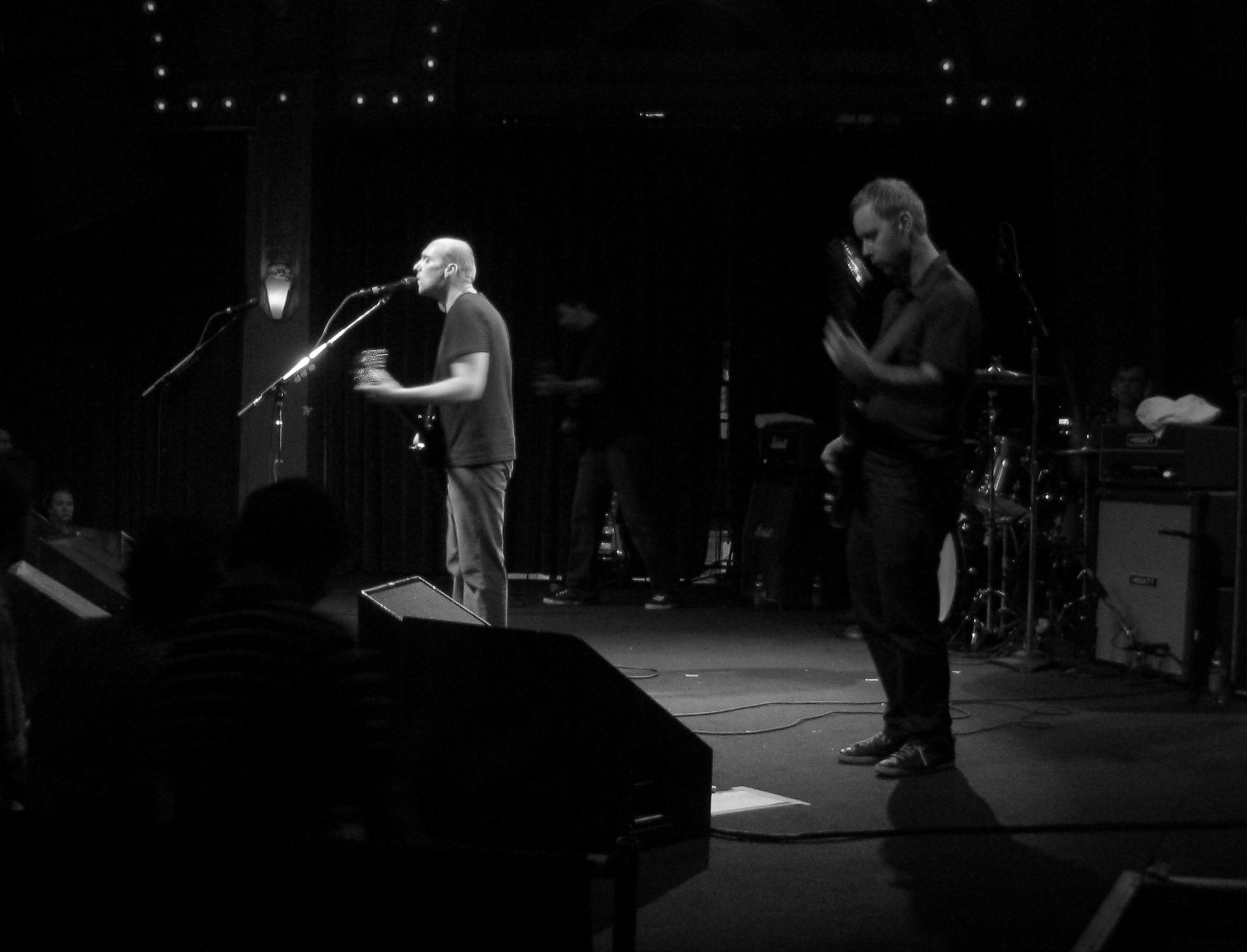
Sunny Day Real Estate en 2009.

Le mouvement emo, né à Washington, commence alors à se propager dans tous les États-Unis. Même si les groupes locaux varient, l'esthétique de l'emocore à la fin des années 1980 reste plus ou moins la même : « une musique punk avec des paroles entièrement émotionnelles. » Cependant, dans les années 1990, de nombreux nouveaux groupes réinventent le style emo et restructurent la relation entre groupes et fans, tels que Jawbreaker et Sunny Day Real Estate, qui recontextualisent le terme « emo » et l'emmènent vers un public toujours plus large. Selon Andy Greenwald, « Sunny Day Real Estate est à la tête de l'emo et Jawbreaker en est les tripes. »
En 1991, à la suite du succès de Nevermind du groupe Nirvana, la musique underground et les mouvements musicaux alternatifs deviennent lucratifs aux États-Unis . Les adolescents du pays s'autoproclament fans de musique indépendante, et devenir punk devient une mode. Jawbreaker est dès lors considéré comme « la pierre de Rosette de l'emo contemporain. » Inspirée de la scène punk rock de San Francisco de la fin des années 1980 et du début des années 1990, leur musique mélange punk hardcore, pop punk, et l'esprit torturé de l'emocore du milieu des années 1980. L'album de Jawbreaker, 24 Hour Revenge Therapy, sorti en 1994, devient le plus félicité des fans. Le groupe signe au label Geffen Records, et part en tournée aux côtés de Nirvana et Green Day, mais leur album Dear You, sorti en 1995, ne parvient qu'à se vendre timidement, et le groupe se sépare peu après ; Schwarzenbach formera plus tard Jets to Brazil. Leur musique, cependant, continue à vivre à travers d'autres groupes emo et pop punk ouvertement inspirés par Jawbreaker.
Sunny Day Real Estate se forme à Seattle pendant le boom du grunge au début des années 1990. Contrairement à Jawbreaker, ses membres se composent de musiciens expérimentés aux nobles ambitions musicales. Le premier album du groupe, Diary (1994), est un succès commercial, et le clip vidéo de la chanson Seven est joué sur MTV. La musique du groupe défie celle des autres en matière de sentiment, d'instrumentation, ainsi que de métaphores, et représente un écart de génération entre grunge et emo. D'autres groupes axés emo suivent rapidement, et le mot « emo » passe d'une définition vague à un type spécifique de musique émotionnelle et romantique mais distancée par la nature politique du punk rock. Sunny Day Real Estate se sépare après Diary, Enigk se convertissant en chrétien born-again et se lançant dans une carrière solo, tandis que les autres membres s'investissent dans des projets parallèles comme les Foo Fighters.
Malgré la réinvention de l'emo dans les années 1990, des groupes comme Policy of 3 et Hoover, conservent l'héritage post-hardcore originel du genre.

### Popularité underground
Au milieu des années 1990, les mouvements punk et rock indépendant, largement underground depuis le début des années 1980, se popularisent auprès du grand public. À la suite du succès de Nirvana, des labels se centrent sur le rock alternatif et d'autres musiques underground en signant des groupes indépendants et en faisant de grandes campagnes publicitaires. En 1994, la même année durant la sortie de 24 Hour Revenge Therapy de Jawbreaker et de Diary de Sunny Day Real Estate, les groupes de punk rock Green Day et The Offspring sont certifiés multi-disques de platine grâce à leurs albums respectifs Dookie et Smash. Alors que l'underground est à peine popularisé auprès du grand public, l'emo devient une sous-culture nationale, voir plus. Inspirée des groupes comme Jawbreaker, Drive Like Jehu, et Fugazi, la nouvelle sonorité de l'emo mélange la passion du hardcore et l'intelligence du rock indépendant, accompagnée de la puissance anthémique du punk rock et de son éthique do-it-yourself.
La plupart des nouveaux groupes emo sont originaires du Midwest et du Centre des États-Unis, comme Cap'n Jazz de Chicago, American Football de Champaign-Urbana, Christie Front Drive de Denver, Mineral d'Austin, Jimmy Eat World de Mesa (Arizona), The Get Up Kids de Kansas City, et The Promise Ring de Milwaukee, Wisconsin. D'après Andy Greenwald, « c'est à l'époque où l'emo remporte certains, pour ne pas dire tous, les stéréotypes listés à ce jour[Quand ?] : une musique de collégien avec port de lunettes, larmoyante, et extrêmement intello. »
Sur la côte Est, le groupe originaire de New York, Texas Is the Reason, comble l'écart entre rock indépendant et emo en mélangeant les mélodies de Sunny Day Real Estate et en s'adressant directement à l'auditeur. Dans le New Jersey, Lifetime se popularise comme groupe de hardcore mélodique jouant dans le garage de leurs fans. Leur album Hello Bastards, sorti en 1995 sur le label indépendant Jade Tree Records, mélange hardcore et mélodie emo, tournant le dos au cynisme et à l'ironie. L'album se vend chez les adolescents par milliers d'exemplaires, et le groupe inspire un grand nombre d'autres groupes emo originaires du New Jersey et de Long Island comme Brand New, Glassjaw, Midtown, The Movielife, My Chemical Romance, Saves the Day,, Senses Fail, Taking Back Sunday,, et Thursday,.
The Promise Ring est l'un des premiers groupes de ce nouveau style d'emo. Leur musique se caractérise par une approche lente, claire de pop punk aux riffs hardcore, mélangés notamment aux paroles inspirées de Davey von Bohlen. Jade Tree fait paraître son premier album 30° Everywhere en 1996 et se vend chez les adolescents par millier d'exemplaires, un succès pour un groupe indépendant. Greenwald décrit la sensation que procure l'album : « c'est comme se frapper la tête avec de la barbe à papa. » D'autres groupes comme Karate, The Van Pelt, Joan of Arc, et The Shyness Clinic incorporent des éléments de post-rock et de noise rock à leur musique emo.
Un album important de l'emo des années 1990 s'intitule Pinkerton de Weezer sorti en 1996. À la suite du succès de l'album homonyme certifié disque de platine, Pinkerton remplace sa musique power pop par une musique plus abrasive et agressive,. Les chansons du chanteur Rivers Cuomo se centrent sur le sexe manipulateur et ses difficultés à faire face à la célébrité. Un échec commercial et critique,, il est listé par Rolling Stone comme le second pire album de l'année. Au retour de Weezer en 2000, ils se focalisent sur un son orienté pop. Cuomo refuse de jouer des chansons extraites de Pinkerton, qu'il qualifie de « laides » et « gênantes ».

### Succès indépendant

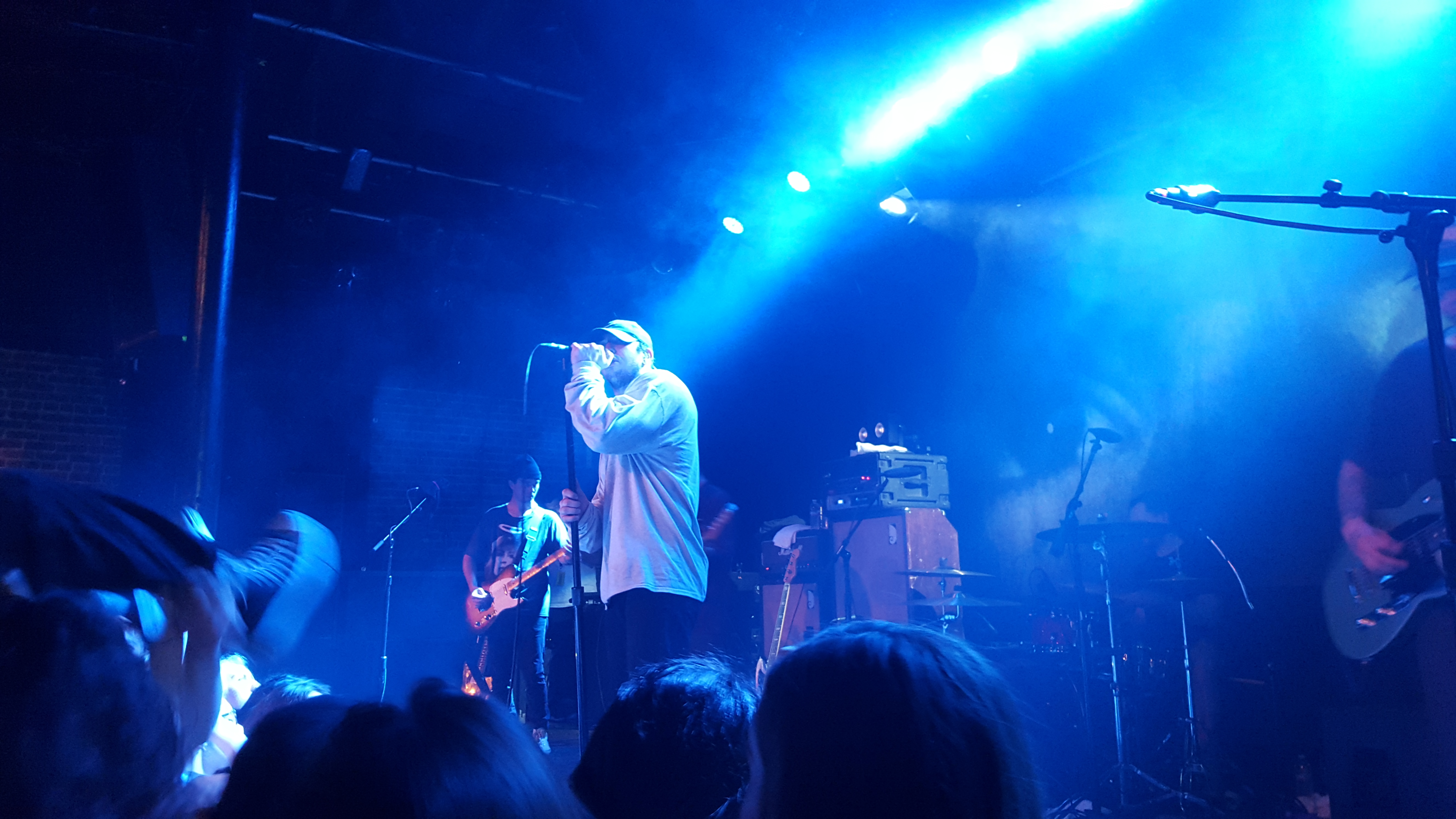
Le groupe de rock indépendant et d'emo Citizen en concert à San Francisco en mars 2016.

À la fin des années 1990, l'emo regagne en popularité grâce au succès de certains groupes et labels notables. Alors que l'emo regagne en popularité, le marché de la musique y voit dans le genre un potentiel marketing, et, tandis qu'il devient un genre commercial, les groupes du genre décident intentionnellement de s'en écarter. En 1997, Deep Elm Records lance une série de compilations intitulées The Emo Diaries, qui sera commercialisée jusqu'en 2007 après onze volumes. Avec de nombreuses musiques inédites composées par des groupes non signés, la série recense des groupes comme Jimmy Eat World, Further Seems Forever, Samiam, et The Movielife.
L'album de Jimmy Eat World, Clarity, sorti en 1999, est l'un des albums emo les plus importants de la fin des années 1990, et en devient une inspiration pour les futurs groupes emo. En 2003, Andy Greenwald le considère comme « l'un des albums farouchement rock 'n' roll les plus appréciés de la dernière décennie. C'est un passage obligatoire pour tous les groupes emo. » Cependant, malgré le chaleureux accueil et le passage du single Lucky Denver Mint dans la comédie Never Been Kissed de Drew Barrymore, Clarity ne parvient pas à percer dans un marché dominé par la teen pop, ce qui mène le groupe à quitter son label Capitol Records l'année suivante,. Néanmoins, l'album se popularise grâce au bouche-à-oreilles et devient un trésor pour les fans, avec un chiffre de vente dépassant les 70 000 exemplaires. Jimmy Eat World auto-finance l'enregistrement de son album suivant Bleed American (2001) avant de signer avec Dreamworks Records. L'album se vend à 30 000 exemplaires la première semaine après sa sortie, et est certifié disque d'or. En 2002, il est certifié disque de platine lorsque l'emo se popularise auprès du grand public.
Drive-Thru Records, fondé en 1996, se construit progressivement une liste de groupes orientés pop punk aux caractéristiques emo comme Midtown, The Starting Line, The Movielife, et Something Corporate. Le partenariat de Drive-Thru avec le label major MCA permet à la pop orientée emo de se populariser encore plus. Le premier plus gros succès du label se nomme New Found Glory, dont l'album éponyme, sorti en 2000, atteint la 107e place du Billboard 200 et dont le single Hit or Miss atteint la 15e place des Modern Rock Tracks.
Le label indépendant Vagrant Records permet le succès de nombreux groupes emo à la fin des années 1990 et début des années 2000. The Get Up Kids vend plus de 15 000 exemplaires de leur premier album Four Minute Mile (1997) avant de signer avec Vagrant, qui en fait une promotion agressive et leur permet de partir en tournée avec des groupes de renom comme Green Day et Weezer. Leur album Something to Write Home About (1999) est un succès indépendant, qui atteint la 31e place aux Top Heatseekers. Vagrant les signe et fait paraître les albums d'un grand nombre d'autres groupes emo ou orientés emo pendant les deux années qui suivent, dont The Anniversary, Reggie and the Full Effect, The New Amsterdams, Alkaline Trio, Saves the Day, Dashboard Confessional, Hey Mercedes, et Hot Rod Circuit. Saves the Day se popularise sur la côte est et vend près de 50 000 exemplaires de son second album Through Being Cool (1999) avant de signer avec Vagrant et de faire paraître Stay What You Are (2001), vendu à 15 000 exemplaires à sa première semaine de sortie atteignant la 100e place du Billboard 200 puis à 200 000 exemplaires au total.
À l'été 2001, Vagrant organise une tournée nationale avec tous les groupes du label, sponsorisée par des sociétés telles que Microsoft et Coca-Cola. Cette approche populiste et l'usage d'Internet comme outil marketing aident Vagrant à devenir l'un des plus grands labels indépendants et à la popularisation du terme « emo ». Selon Greenwald, « plus que n'importe quel autre événement, c'est Vagrant America qui a amené le terme emo auprès des masses — en particulier parce qu'il a eu le courage de faire le chemin jusqu'à eux. »

### Popularité grand public
L'emo se popularise auprès du grand public en 2002 grâce à de nombreux événements notables : l'album de Jimmy Eat World, Bleed American est certifié disque de platine grâce au titre The Middle, classé à la première place du Modern Rock Tracks de Billboard,,. Dashboard Confessional atteint la 22e place du classement avec Screaming Infidelities sur leur premier album chez Vagrant Records The Places You Have Come to Fear the Most, qui est classé 5e des Independent Albums. L'album de New Found Glory Sticks and Stones débute quatrième au Billboard 200,. Aussi, l'album de The Get Up Kids On a Wire (2002) atteint la 57e au Billboard 200 et troisième aux Top Independent Albums. Leur album Guilt Show (2004) atteint la 58e place du Billboard 200. Au succès de l'emo à cette période, la plupart des puristes de l'emo n'acceptent pas que des groupes comme The Get Up Kids, Jimmy Eat World, The Promise Ring et Dashboard Confessional soient appelés emo, et les considèrent alors comme « mall emo ».
Saves the Day part en tournée avec Green Day, Blink-182, et Weezer, dans de plus grands stades au Madison Square Garden et joue à la fin de l'année au Late Night with Conan O'Brien, paru en couverture d'Alternative Press : leurs clips vidéo des chansons At Your Funeral et Freakish passent constamment sur MTV2,. Taking Back Sunday fait paraître son premier album Tell All Your Friends chez Victory Records en 2002. L'album donne au groupe un avant-goût du succès dans la scène emo grâce à des singles comme Cute Without the 'E' (Cut from the Team) et You're So Last Summer. Lancé à la 183e place du Billboard 200, Tell All Your Friends est finalement certifié disque d'or par la RIAA. Des articles concernant Vagrant Records sont publiés par Time et Newsweek, tandis que le terme « emo » apparaît sur de nombreuses couvertures de magazines, définissant toute musique externe à la pop mainstream.
Quelques groupes emo signent avec des labels majors et le style apparaît sur les marchés. Luke Wood de Dreamworks Records remarque que « l'industrie considère réellement l'emo que le nouveau raprock, ou le nouveau grunge. » La nature dépolitisée de l'emo, accompagnée d'un rythme entrainant et de thèmes accessibles, permettent au genre d'être écouté par un plus jeune public. Le groupe emo Taking Back Sunday parvient à trouver le succès grâce à leur album Where You Want To Be (2004) classé troisième au Billboard 200, à leur single extrait de l'album, This Photograph is Proof (I Know You Know), incluse dans la bande-originale de Spider-Man 2, et à leur single Louder Now, extrait de l'album homonyme, deuxième au Billboard 200, notamment grâce à la popularité de leur single MakeDamnSure ; les deux albums sont certifiés disque d'or par la RIAA. Au même moment, un genre plus sombre et plus agressif dérivé de l'emo gagne en popularité. Le groupe originaire du New Jersey Thursday signe un contrat de plusieurs millions de dollars avec Island Def Jam et font paraître leur album Full Collapse, qui atteint la 178e place du Billboard 200. Leur musique diffère des autres groupes emo de l'époque lorsqu'il était politisé.
Le screamo, un genre dérivé de l'emo, se popularise également. Hawthorne Heights, Story of the Year, Underoath, et Alexisonfire, quatre groupes fréquemment diffusés sur MTV, sont cités comme ayant contribué à l'émergence du screamo contemporain, bien qu'ils aient, depuis, changé de direction musicale,. D'aures groupes américains de screamo en activité incluent Comadre, Off Minor, A Mola Mola, Men As Trees, Senses Fail, et Vendetta Red. La scène screamo contemporaine est particulièrement active en Europe, avec des groupes comme Funeral For a Friend, Amanda Woodward, Louise Cyphre et Le Pré Où Je Suis Mort.

### Déclin
À la fin des années 2000, la popularité de l'emo commence à décliner. Certains groupes changent de direction musicale et d'autres se séparent. Par exemple, l'album Danger Days: The True Lives of the Fabulous Killjoys de My Chemical Romance abandonne ses racines emo pour un style pop punk traditionnel. Paramore et Fall Out Boy changent de direction musicale en 2013. Panic! at the Disco abandonne l'emo-pop dans des albums comme Too Weird to Live, Too Rare to Die! pour du synthpop. À cette période, des groupes associés au genre emo se séparent comme My Chemical Romance,, Alexisonfire, et Thursday. L'avenir de l'emo devient incertain.

### Revirement underground
Le « revirement de l'emo »,,, se déroule au début des années 2010 lorsque des groupes reprennent le son emo des années 1990 et du début des années 2000. Ces groupes incluent The World Is a Beautiful Place & I Am No Longer Afraid to Die,,, A Great Big Pile of Leaves, Pianos Become the Teeth, Empire! Empire! (I Was a Lonely Estate), Touché Amoré, et Into It. Over It,. Quelques groupes emo modernes orientés punk hardcore incluent The Pine, Title Fight, Such Gold,, et Small Brown Bike.

## Sous-genres

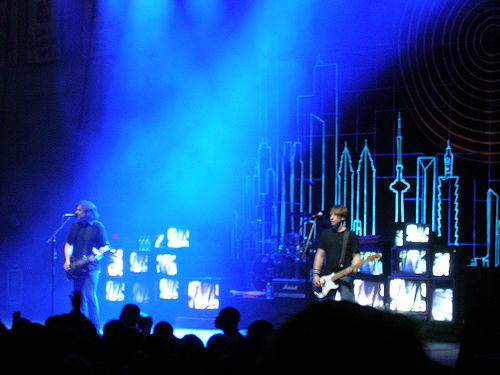
Jimmy Eat World en 2005, Bender Arena, Washington DC.

### Emo pop
L'emo pop, aussi appelé emo pop punk, émerge en tant que dérivé de l'emo également influencée pop. AllMusic décrit le style composé de « mélodies hautes, de guitares rythmées, et de paroles concernant l'adolescence, les relations et la rupture amoureuse. » The Guardian décrit le style comme un mélange de « pop saccharine de boys-band » et d'emo,.
Alors que l'emo se popularise au milieu des années 1990 grâce au succès du grunge, l'emo pop se développe avec des groupes comme The Wrens, grâce à son album Secaucus (1996), et Weezer. D'autres groupes des années 1990 ayant contribué à l'emo-pop incluent Sense Field, Jejune, Alkaline Trio, et The Get Up Kids,. Alors que l'emo se commercialisé avec succès au début des années 2000, le mouvement emo pop est lancé grâce à l'album Bleed American de Jimmy Eat World et au succès de leur single The Middle. Des groupes comme Weezer et The Wrens se popularise dans ce mouvement,.
L'emo pop est lancé dans les années 1990. Des groupes comme Jimmy Eat World, The Get Up Kids,,, The Promise Ring,,, The Starting Line, Saves the Day, et The Movielife sont des groupes initialement lancés dans l'emo pop. Jimmy Eat World et leurs albums Static Prevails et Clarity, inspire l'emo moderne.
Le style se popularise réellement au début des années 2000, avec un certain succès à la fin des années 1990. The Get Up Kids vend 15 000 exemplaires de leur premier album Four Minute Mile (1997) avant de signer avec Vagrant Records. Leur album Something to Write Home About atteint la 31e place du Top Heatseekers. Saves the Day se popularise sur la côte est et vend près de 50 000 exemplaires de leur second album Through Being Cool (1999) avant de signer avec Vagrant qui fait paraître Stay What You Are (2001), qui se vend à 15 000 exemplaires une semaine après sa sortie.

### Screamo
Le screamo est initialement utilisé pour décrire un genre plus agressif dérivé de l'emo, qui s'est popularisé à San Diego en 1991, au Ché Café avec des groupes comme Heroin, Antioch Arrow, Angel Hair, Mohinder, Swing Kids, et Portraits of Past. Les groupes de screamo sont notamment influencés par la scène post-hardcore de Washington (en particulier par Fugazi et Nation of Ulysses), le mode de vie straight edge, le grindcore, le noise rock, le post rock et le post-punk. Parmi les groupes phares du screamo, on peut citer Orchid, Jeromes Dream, Saetia, Funeral Diner, pg.99, City Of Caterpillar, Raein, Envy, Daïtro, Suis La Lune, Yaphet Kotto, Loma Prieta, Comadre, Yage, Anomie...

#### Emoviolence
L'emoviolence est une dérivation de l'emo, inspirée par le screamo et la powerviolence. Ce terme a été inventé comme une blague par In/Humanity pour caractériser leur son. La musique emoviolence est très dissonante, généralement rapide, hurlée et criée, très proche du grindcore, là où le screamo s'en influence de manière plus distancée, plus occasionnellement,. Les groupes qui ont influencé l'emoviolence sont notamment Orchid, Reversal of Man, Agna Moraine, RentAmerica, et In/Humanity,.

#### Skramz
"Skramz" est un terme ironique créé par Alex Bigman, actif au sein de Fight Fair, Seeing Means More, et Ghost Spirit. Il caractérise ce qui est censé être le "vrai screamo", pour le distancer du "screamo mainstream" que représentait alors My Chemical Romance ou The Used. Ce terme a surtout été utilisé sur le forum internet CMHWAK (Cross My Heart With A Knife) et au sein des microcosmes et groupes qui gravitaient autour de ce forum, et reste souvent utilisé aujourd'hui par les groupes et l'auditoire screamo, avec le même rapport ironique mais affectueux au style.

### Rap emo
Le rap emo, également appelé emo rap, hip-hop emo, emo trap et sad rap, est un sous-genre du hip-hop mêlant les beats du hip-hop, en particulier le trap, aux thèmes lyriques de l'emo et à des éléments proches de genres musicaux comme le rock indépendant et le nu metal, et une utilisation récurrente de samples issus de morceaux emo ou screamo. Il trace donc ses racines dans l'emo,, le rock indépendant, la trap, le cloud rap et le nu metal. Les artistes et groupes importants du genre incluent Lil Peep, XXXTentacion, Nothing, Nowhere,., Wicca Phase Springs Eternal.
Kid Cudi est souvent cité pour avoir inspiré le rap emo grâce à ses paroles traitant de la dépression, de la solitude et de l'anxiété en 2009 sur Man on the Moon: The End of Day. Des médias tels que HotNewHipHop, DJBooth, et IBTimes citent l'influence de Cudi sur le hip-hop contemporain depuis son pic de succès en 2008. Drake est également cité pour avoir inspiré le rap emo en utilisant des éléments issus du rock indépendant dans ses premiers morceaux,,,.

## Polémiques et critiques
Via son traitement médiatique, son instrumentalisation commerciale et donc de la déformation de ses origines axées entre autres sur la catharsis, le militantisme politique, la déconstruction des normes de société et de l'expression des sentiments, l'emo est souvent assimilé aux stéréotypes suivants : sensibilité, timidité, introversion, dépression, à l'automutilation et au suicide.
La musique emo est accusée du suicide d'une adolescente, Hannah Bond, morte par pendaison ; sa mère, Heather Bond, accuse le genre d'encourager le suicide. L'enquête détermine que l'adolescente faisait partie d'une « secte emo » sur Internet et que sa page Bebo contenait l'image d'une « emo girl » aux poignets ensanglantés. L'enquête affirme également qu'elle avait une attirance pour la pendaison ; les enquêteurs expliquent aux parents qu'elle s'auto-mutilait pour passer un « rite d'initiation emo ».